# Палата депутатов (Экваториальная Гвинея)

Палата депутатов (исп. Cámara de los Diputados) является нижней палатой парламента Экваториальной Гвинеи.
Несмотря на значительные полномочия по конституции страны, в Палате доминирует Демократическая партия Экваториальной Гвинеи с момента её создания, и практически нет возражений против исполнительных решений. Действительно, в организме никогда не было более восьми оппозиционных депутатов.
До 2013 года Палата была однопалатным законодательным органом и именовалась Палатой народных представителей.

## Избирательная система
100 членов Палаты избираются по пропорциональному представительству по закрытым спискам в многомандатных округах. Срок полномочий палаты — 5 лет.

## Нынешний состав
| Партия                                        | Голосов | % | Мест | Изменения |
| --------------------------------------------- | ------- | - | ---- | --------- |
| Демократическая партия Экваториальной Гвинеи  |         |   | 99   | ▬         |
| Конвергенция за социальную демократию         |         |   | 1    | ▬         |
| Всего                                         |         |   | 100  | 0         |
| Источник: Правительство Экваториальной Гвинеи |         |   |      |           |